# رد رابین
رد رابین (انگلیسی: Red Robin) شرکت رستوران‌های زنجیره‌ای آمریکایی است، که در سال ۱۹۴۰ تأسیس شد.